# Kiébléga
Kiébléga est une commune rurale située dans le département de Kossouka de la province du Yatenga dans la région Nord au Burkina Faso.

## Géographie
Kiébléga est situé à environ 7 km au sud-ouest du centre de Kossouka, le chef-lieu du département, et à 9 km au sud de Séguénéga.

## Économie
L'économie du village repose en partie sur son marché local, relativement important. Depuis 2020, Kiébléga possède un grenier à céréales de sécurité alimentaire financé par l'ONG Oxfam Allemagne.

## Santé et éducation
Kiébléga accueille un dispensaire isolé tandis que le centre de santé et de promotion sociale (CSPS) se trouve à Kossouka et que le centre médical avec antenne chirurgicale (CMA) de la province est à Séguénéga.